# Beipan Jiang
Beipan Jiang är ett vattendrag i Kina. Det ligger i provinsen Guizhou, i den sydvästra delen av landet, omkring 180 kilometer söder om provinshuvudstaden Guiyang.
Genomsnittlig årsnederbörd är 1 420 millimeter. Den regnigaste månaden är juni, med i genomsnitt 295 mm nederbörd, och den torraste är februari, med 23 mm nederbörd.